# Kit Carson
Christopher Houston Carson (24. prosince 1809, Madison County – 23. května 1868, Fort Lyon), známější jako Kit Carson, byl americký pionýr Divokého západu, lovec kožešin, průvodce po divočině, indiánský agent a vysoký důstojník americké armády. Už za svého života se stal legendou, vycházely jeho životopisy i novinové články o něm a přehnané verze jeho činů byly předmětem šestákových románů. Jeho klidná povaha byla v rozporu s potvrzenými zprávami o jeho nebojácnosti, bojových schopnostech, houževnatosti a hlubokém vlivu na expanzi Spojených států na západ. Ačkoli byl po většinu svého života slavný, historici v pozdějších letech měli za to, že Kit Carson slávu neměl rád, nechtěl nebo dokonce plně nechápal slávu, kterou během svého života zažil.
Carson odešel z domova na venkově v Missouri v 16 letech, aby se stal horalem a lovcem na Západě. Ve třicátých letech 19. století doprovázel Ewinga Younga na výpravě do mexické Kalifornie a připojoval se k výpravám lovců kožešin do Skalistých hor. Žil s kmeny Arapahů a Šajenů, v nichž se i oženil.
Ve 40. letech 19. století byl Carson najat jako průvodce Johnem C. Frémontem, jehož expedice probádaly většinu Kalifornie, Oregonu a oblasti Velké pánve. Frémont mapoval a psal zprávy a komentáře k Oregonské stezce, aby povzbudil průkopníky směřující na západ a pomohl jim, a Carson dosáhl celonárodní slávy prostřednictvím těchto líčení. Pod Frémontovým velením se Carson na počátku mexicko-americké války účastnil dobytí Kalifornie od Mexika. Později ve válce byl Carson zvědem a kurýrem a byl oslavován za svou záchrannou výpravu po bitvě u San Pasqualu a za cestu od pobřeží k pobřeží z Kalifornie do Washingtonu, DC, aby předal zprávy o konfliktu v Kalifornii vládě. V padesátých letech 19. století byl jmenován indiánským agentem u kmenů Uteů a Jicarillských Apačů.
Během americké občanské války vedl Carson v bitvě u Valverde v roce 1862 pluk převážně hispánských dobrovolníků z Nového Mexika bojujících na straně Unie. Když byla hrozba ze strany Konfederace v Novém Mexiku zlomena, Carson vedl jednotky nasazené k potlačení kmenů Navahů, Mescalerských Apačů, Kiowů a Komančů zničením jejich zdrojů potravy. Získal hodnost brigádního generála a převzal velení ve Fort Garland v Coloradu. Tam působil jen krátce, protože špatné zdraví ho donutilo odejít z vojenského života.
Carson byl třikrát ženatý a měl deset dětí. Zemřel 23. května 1868 ve Fort Lyonu v Coloradu na aneuryzma aorty. Je pohřben v Taosu v Novém Mexiku vedle své třetí manželky Josefy.
Na konci devatenáctého století se Kit Carson stal legendárním symbolem amerických pionýrů. Ve dvacátém století se mu stavěly sochy a pomníky a konaly se veřejné akce a oslavy na jeho počest, objevil se v hollywoodských filmech a byla po něm pojmenována různá místa. V posledních letech[kdy?] se Kit Carson stal také symbolem špatného zacházení Američanů s domorodci. Podle Kita Carsona je též pojmenována postava Kit Carlson v karetní hře Bang!.